# Edmond Borchard
Lévy Edmond Borchard, né le 28 juillet 1848 à Bordeaux, et mort le 21 mars 1922 à Paris, est un peintre français.

## Biographie
Il entre à l'école des Beaux-Arts ou il est l'élève d'Alexandre Cabanel.
Médaille de seconde classe au Salon de 1899.
Inspecteur de l'enseignement du dessin et des musées.
Décoré de la Légion d'honneur en 1914 par Paul Colin.

## Distinctions
- Chevalier de la Légion d'honneur (1914)

## Œuvres principales
- Rentrée du bateau de sauvetage
- Chasse à Courre au Sanglier
- Girl Playing a Mandolin(1873)

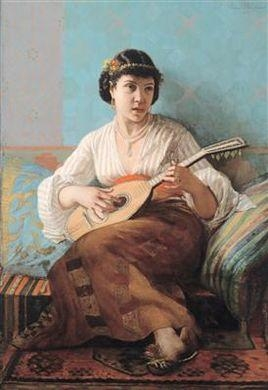
Girl playing a mandolin.

- Un coup de collier, musée des beaux-arts de Bordeaux[4]
- Henriette des Portes de la Fosse enfant, née Montenard (1874)
- Mare-aux-Couleuvres (1888)[5]
- Hallali (1902)[6]
- La Fin d'un cerf (polygone de Fontainebleau, 23 décembre 1885) (1885), musée des beaux-arts de Nantes[7]
- Chasse au faisan près de l'étang (1893)
- Portrait de Yorkshire (1908)

## Publications
- Nouvel (Le) Enseignement du Dessin à l'École primaire (Rameau, préface de Edmond Borchard, Artiste peintre. Inspecteur de l'enseignement du dessin, Delagrave, 1910)
- Graphique d'histoire de l'art (Joseph Gauthier, préface de Edmond Borchard, 1911)[8]